# Phenacoccus incertus
Phenacoccus incertus är en insektsart som först beskrevs av Kiritshenko 1940.  Phenacoccus incertus ingår i släktet Phenacoccus och familjen ullsköldlöss. Inga underarter finns listade i Catalogue of Life.